# Lal Bahadur Shastri Airport
Lal Bahadur Shastri Airport (engelska: Varanasi Airport) är en flygplats i Indien.   Den ligger i distriktet Varanasi och delstaten Uttar Pradesh, i den centrala delen av landet, 700 km sydost om huvudstaden New Delhi. Lal Bahadur Shastri Airport ligger 81 meter över havet.
Terrängen runt Lal Bahadur Shastri Airport är mycket platt. Runt Lal Bahadur Shastri Airport är det mycket tätbefolkat, med 1 221 invånare per kvadratkilometer. Närmaste större samhälle är Barāgaon, 4,9 km sydväst om Lal Bahadur Shastri Airport. Trakten runt Lal Bahadur Shastri Airport består till största delen av jordbruksmark.